# Chromodoris punctilucens
Chromodoris punctilucens är en snäckart som beskrevs av Bergh 1890. Chromodoris punctilucens ingår i släktet Chromodoris och familjen Chromodorididae. Inga underarter finns listade i Catalogue of Life.